# Dique do Tororó

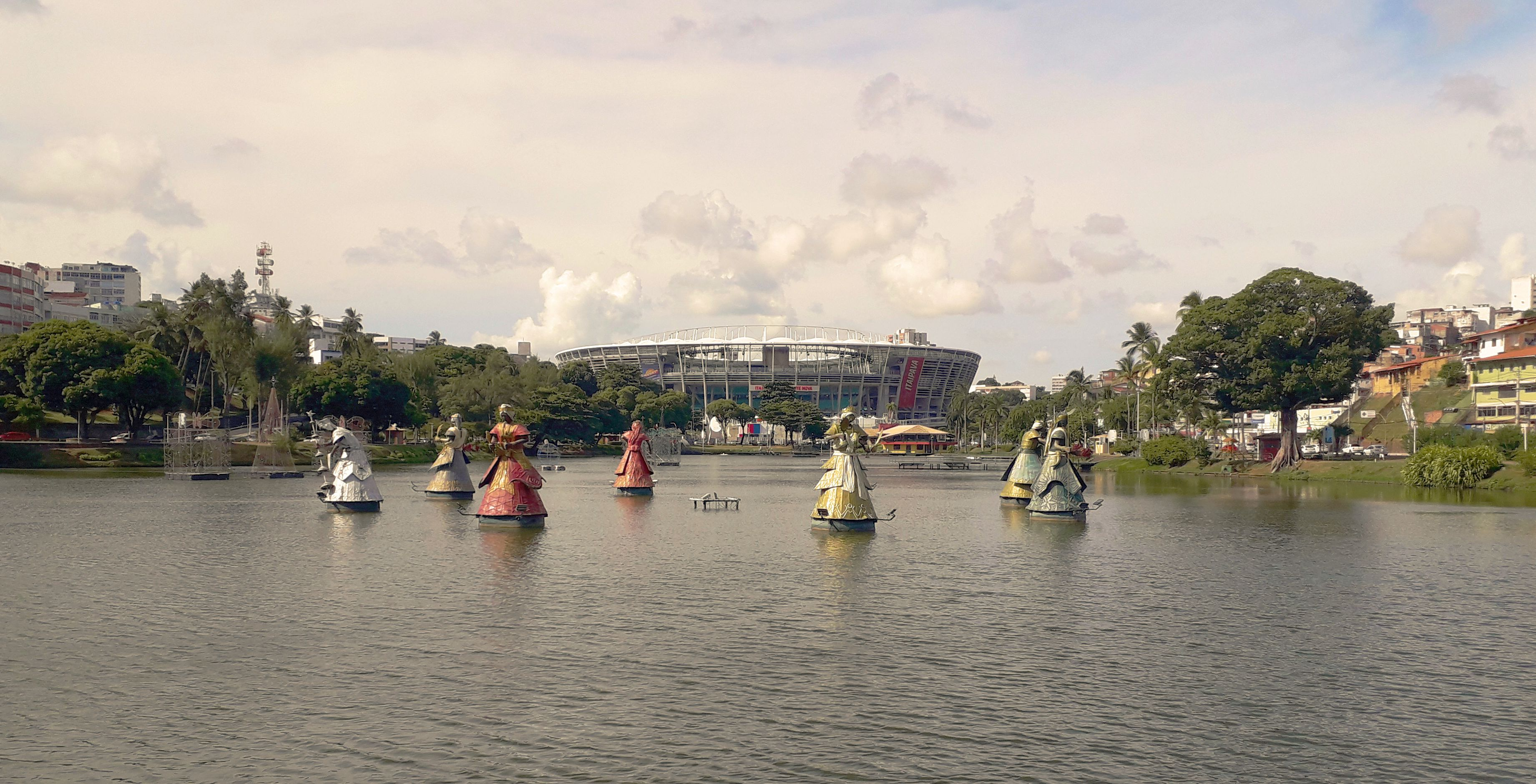
Dique de Tororó. En primer plano, las orishas de Tatti Moreno; al fondo el estadio Arena Fonte Nova.

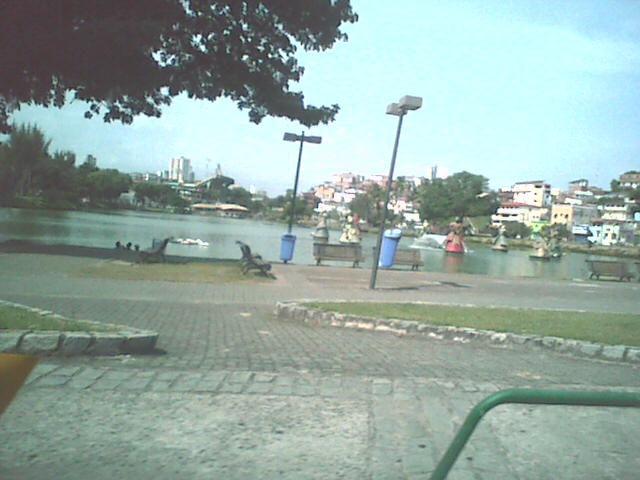
Dique de Tororó, con esculturas de orixás de candomblé al fondo.

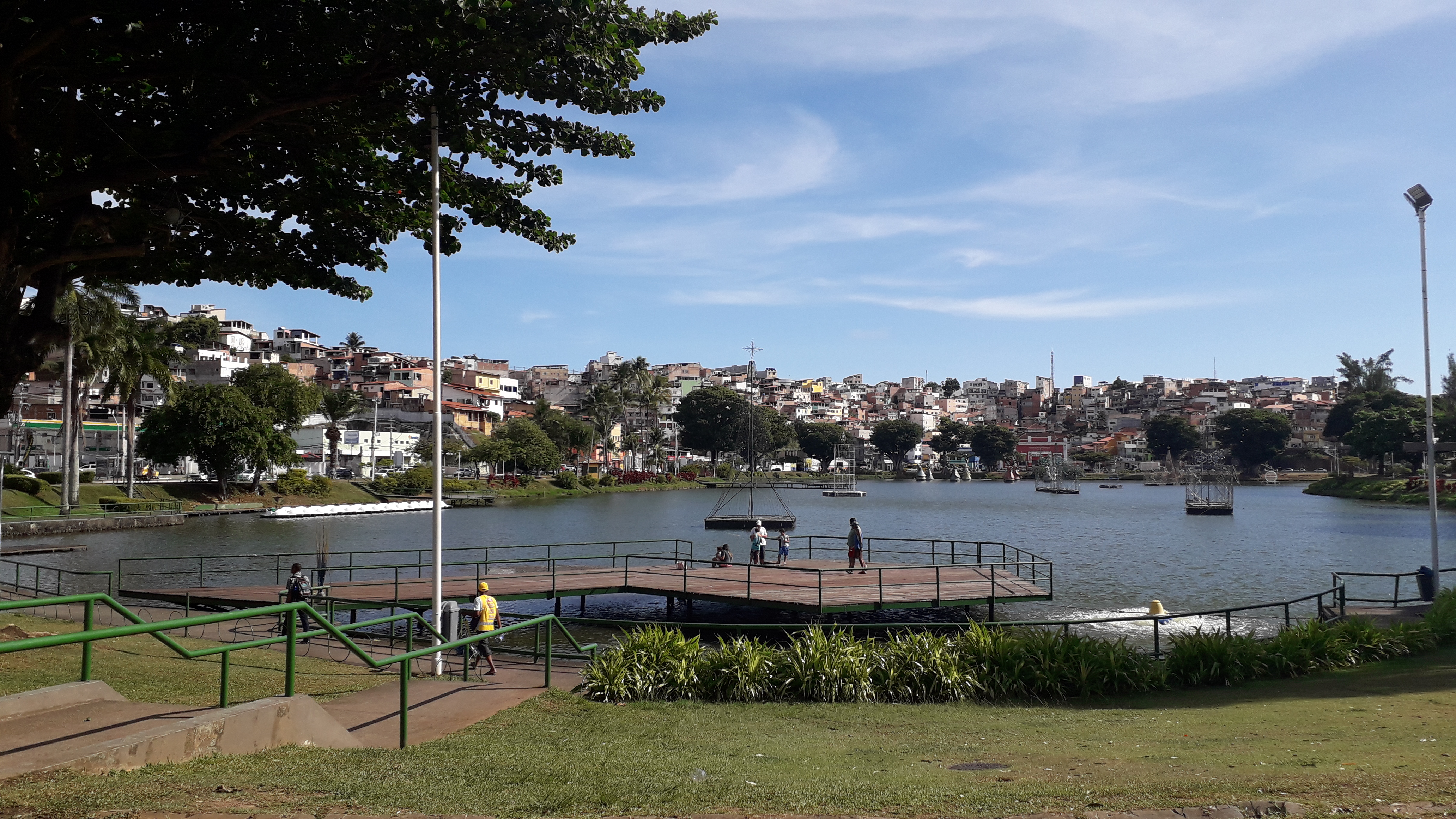
El dique visto desde la zona del estadio.

El Dique do Tororó es el único manantial natural de la ciudad de Salvador de Bahía en Brasil. Fue elevado por el Instituto de Patrimonio Histórico y Artístico Nacional a monumento, comúnmente denominado de Dique, y que posee un embalse de 110 mil metros cúbicos de agua, localizado em Salvador, en el estado de Bahía, en Brasil. Está delimitado, actualmente, por el barrio de Tororó en su margen izquierda, por el Engenho Velho de Brotas en su margen derecha, al Norte, por el Estadio Octávio Mangabeira, conocido como Fonte Nova y, al Sur, por el barrio de Garcia.
Por sus márgenes discurren las avenidas Presidente Costa e Silva y Vasco da Gama - que, al Sur, convergen en la avenida Centenário y el Valle dos Barris.
El término "tororó" viene del término tupí tororoma, que significa "jarro" (de agua).

## Historia
En la época de la Colonia, el dique delimitaba el límite norte de la Ciudad Alta de Salvador, entonces capital de Brasil.
Esa estructura, con función defensiva, que había sido erguida por los gobiernos generales, entre el final del siglo XVII y mediados del siglo XVIII, para la defensa complementaria de los límites de Salvador. Sus aguas rodeaban la ciudad desde el fuerte do Barbalho hasta el fuerte de São Pedro; para su formación, fueron represadas las aguas de los manantiales del río Urucaia.
En realidad, el dique original se constituyó en una ampliación del dique de defensa de la ciudad alta, ejecutado durante el gobierno del virrey y capitán general de mar y tierra del Estado de Brasil, D. Vasco Fernandes César de Meneses (1720-1735), dentro del plan de fortificación de Salvador. Ese proyecto había sido elaborado en 1714 por el capitán de ingenieros francés Jean Massé, que, después de las invasiones de Rio de Janeiro por corsarios franceses en 1710 y en 1711, por determinación del rey Juan V de Portugal (1705-1750), en 1712, pasó con rango de brigadeiro al Brasil para examinar y reparar las fortificaciones de aquel Estado..